# Augrabiesfälle
Der Augrabies-Wasserfälle-Nationalpark (englisch Augrabies Falls National Park) ist ein 120 Kilometer westlich von Upington gelegenes Naturreservat in Südafrika, das sich über 220 km² entlang des Flusses Oranje erstreckt. Zentrale Sehenswürdigkeit ist der Augrabies-Wasserfall, der auf bis zu 150 Meter Breite 56 m in die Tiefe stürzt, sowie die 18 km lange und bis zu 200 m tiefe Felsenschlucht, die der Fluss hier erodiert hat.

## Geschichte
Der Name Augrabies wurde dem Wasserfall durch den Schweden Hendrik Jakob Wikar gegeben, als er dort 1778 den Oranje überschritt. Abgeleitet ist der Name vom San-Wort Aukoerebis, das bedeutet „Ort des tosenden Lärms“. Dieses bezieht sich auf den Oranje, der hier tosend sein Wasser über den Hauptwasserfall in die Tiefe stürzt.
1954 bat die Stadt Upington die Nationalparkverwaltung, den Wasserfall als Nationalpark zu proklamieren. Nachdem das Ministerium 1955 die prinzipielle Genehmigung erteilt hatte, erhob das Amt für Wasserangelegenheiten dagegen Einspruch, da durch den Nationalparkstatus die wirtschaftliche Nutzung des Oranje eingeschränkt werden würde. Nach mehrjährigen Verhandlungen wurde der Nationalpark schließlich am 5. August 1966 proklamiert.

### Historische Wassermengen

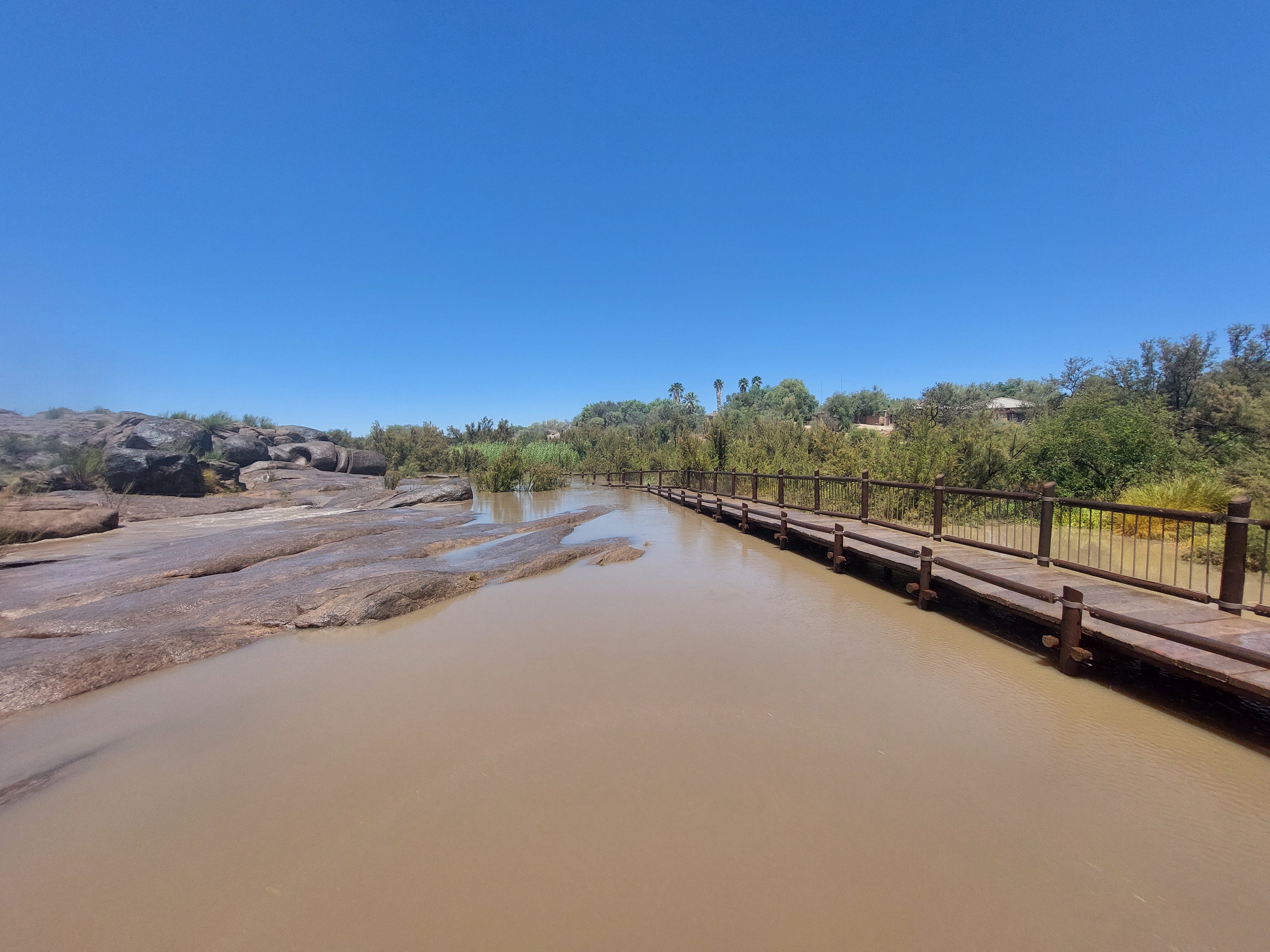
Überflutete Wege zu manchen Aussichtspunkten (Februar 2023)

| Zeitraum             | Durchflussrate [m³/s] |
| -------------------- | --------------------- |
| März, April 2006     | 1983                  |
| Februar 2010         | 2936                  |
| Januar, Februar 2011 | 4779                  |
| Februar 2023         | ~3800 1               |

## Fauna
Die seltene Unterart des Kap-Spitzmaulnashorns wurde hier wieder angesiedelt. Ebenfalls zu beobachten sind Elenantilopen, Klippspringer, Klippschliefer, Steinböckchen, Karakal (Caracal caracal); Klippenadler (Aquila verreauxii), Schreiseeadler (Haliaeetus vocifer) und Boadleys Plattechse (Platysaurus broadleyi) aus der Familie der Gürtelschweife.

## Fotos

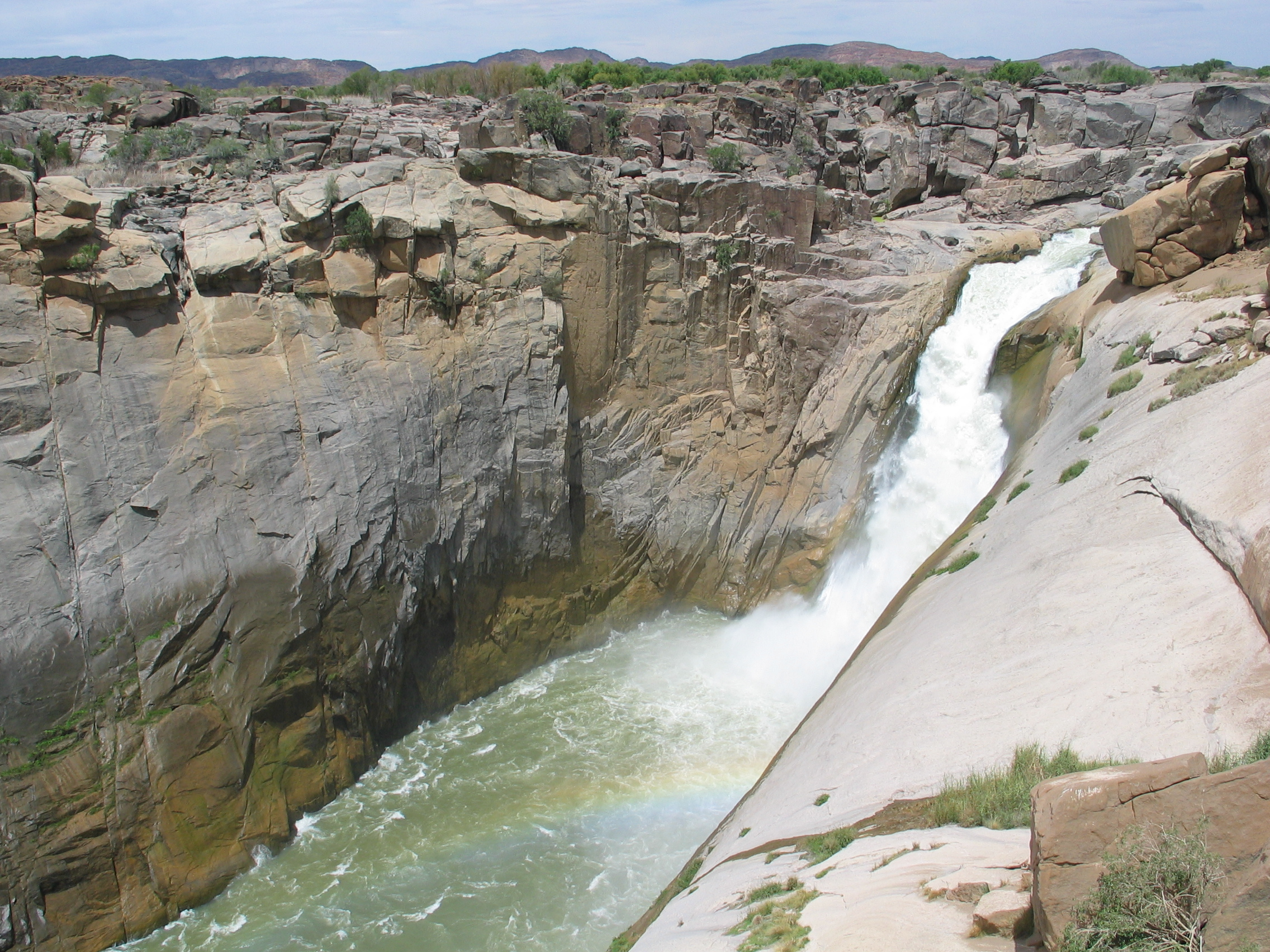
Augrabies Wasserfall
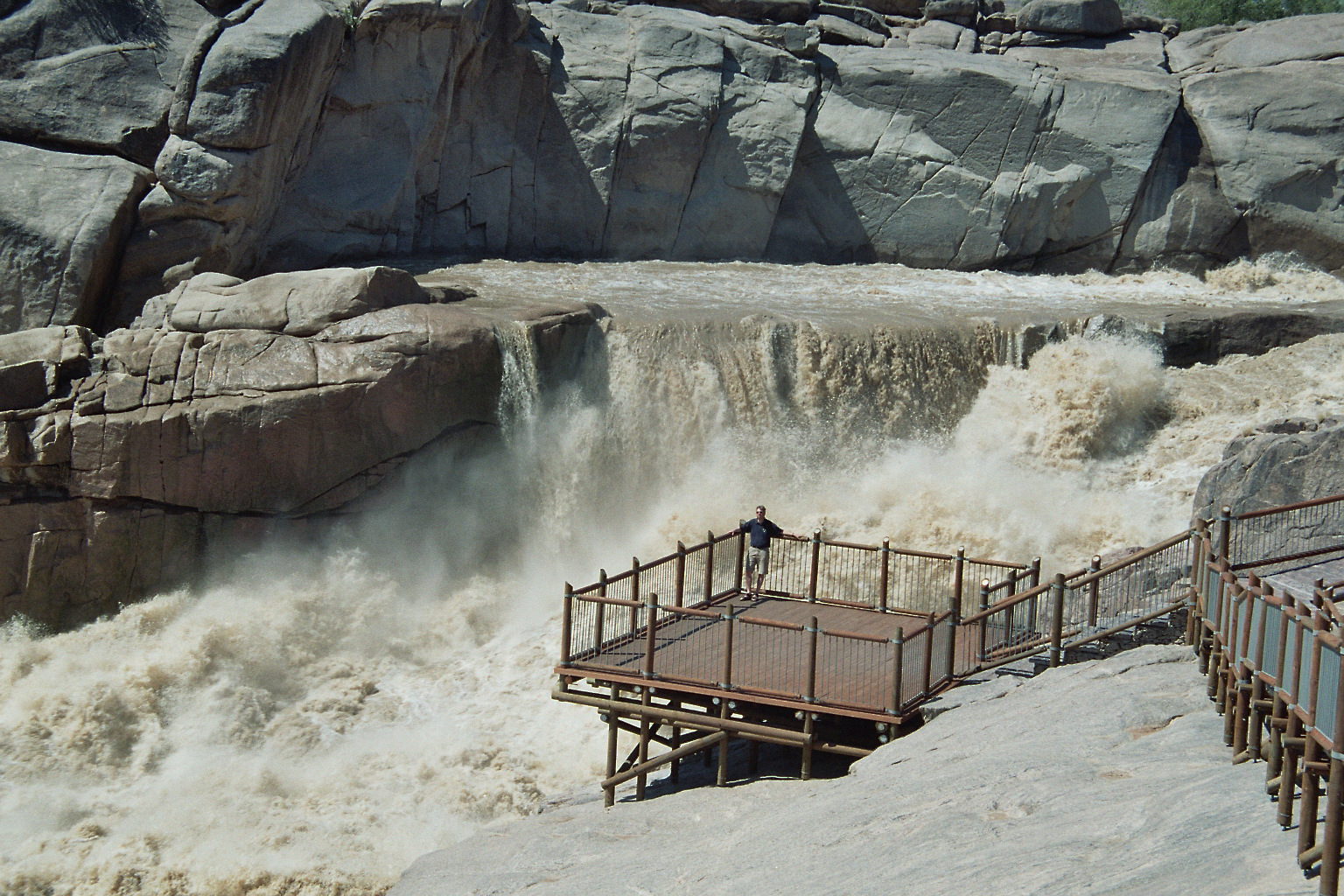
Wasserfälle bei Hochwasser
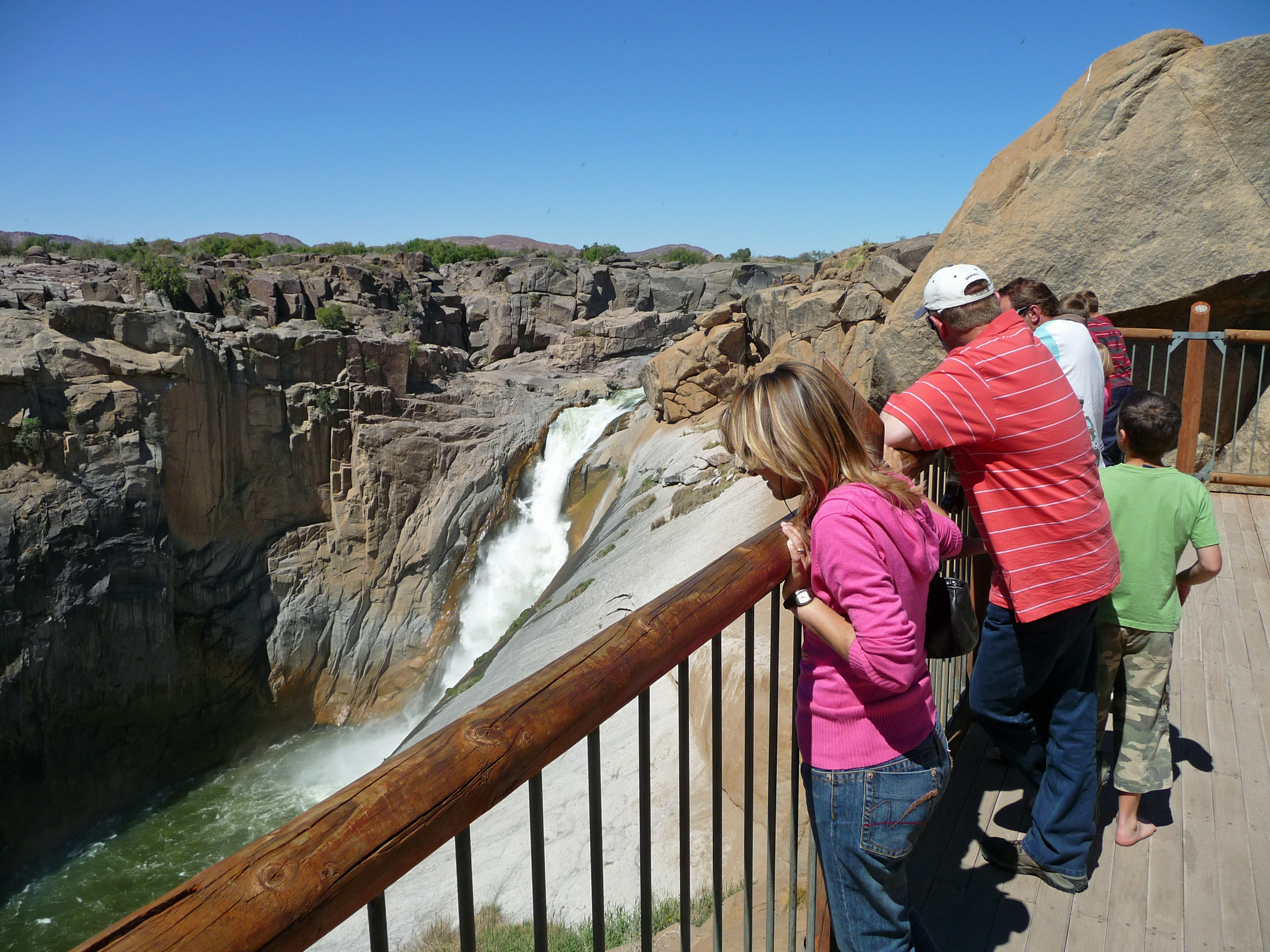
Augrabies Wasserfall Aussichtsplattform
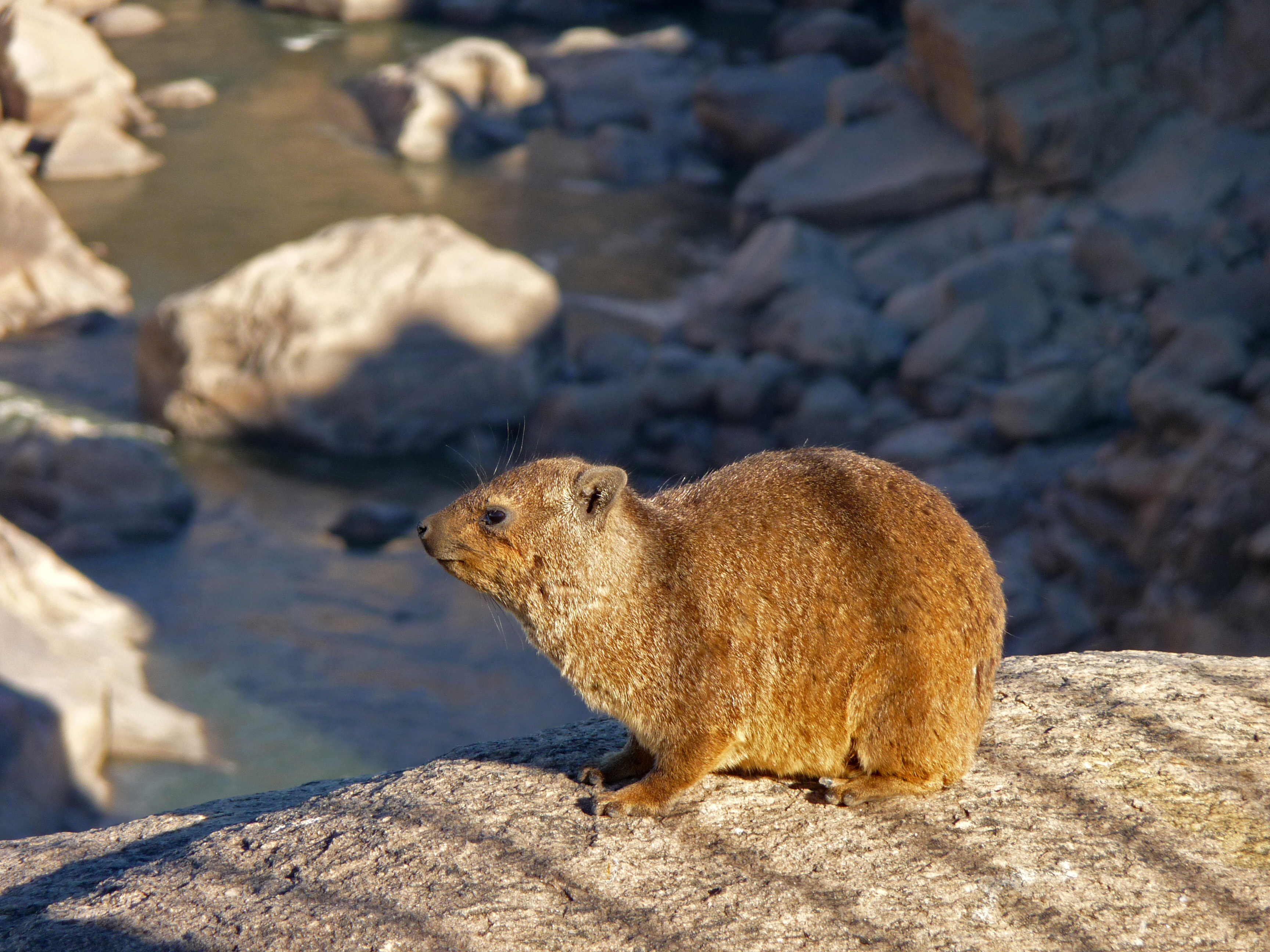
Klippschliefer wärmt sich in der Morgensonne
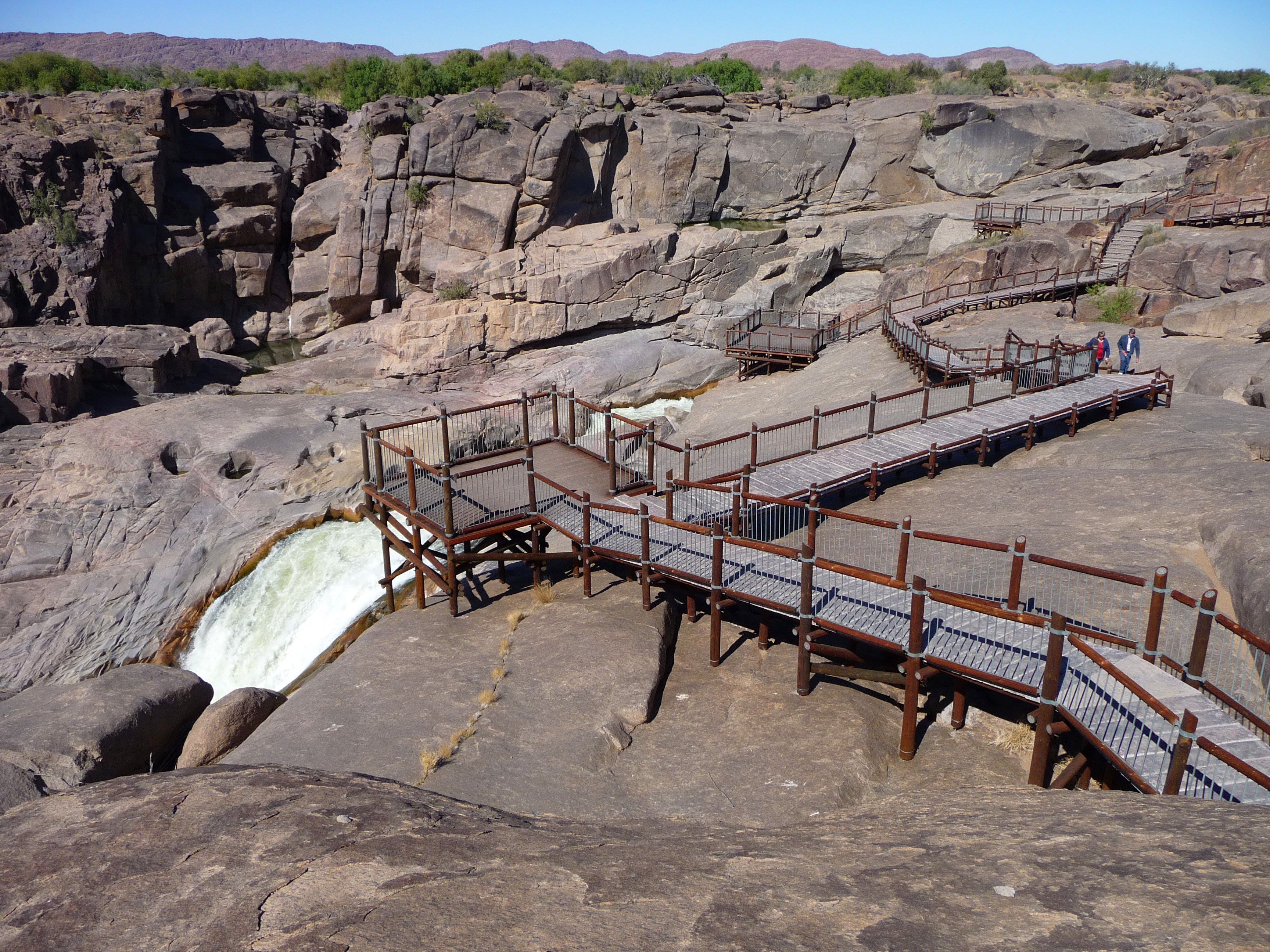
Künstlich angelegter Fußweg mit Aussichtsplattformen
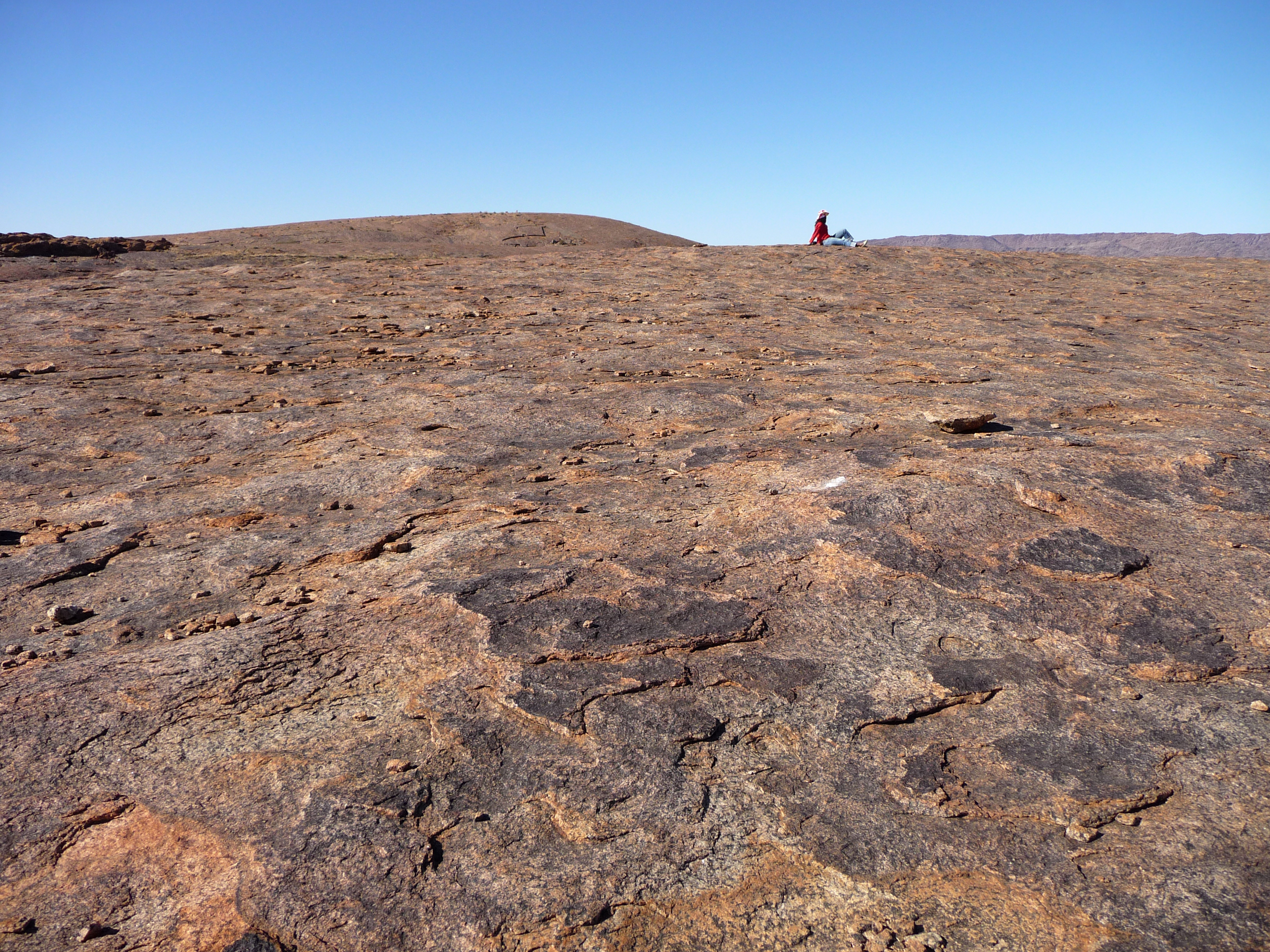
Felsformation „Moon Rocks“ im Augrabies-Nationalpark
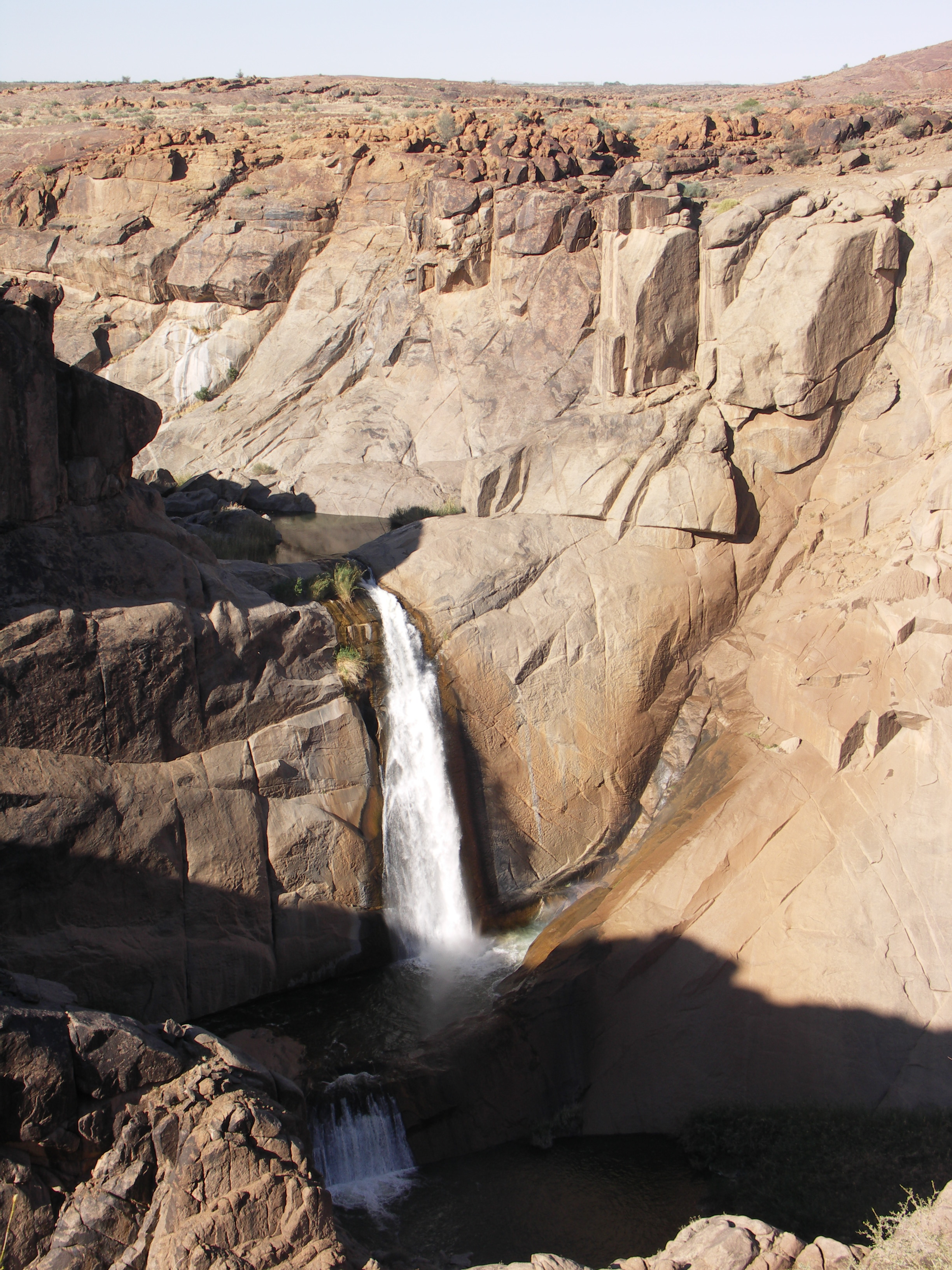
Zwillingsfall

## Marathon
Alljährlich findet im Park ein Ultramarathon statt, der die Augrabiesfälle zum Ziel hat, der Kalahari Augrabies Extreme Marathon. Neben dem Comrades Marathon gehört der Lauf, der über sieben Tage und eine Strecke von ungefähr 250 km durch sonst nicht zugängliche Teile des Parks geht, zu den international bekannten Ereignissen.